# White1
White1 – czwarty album amerykańskiego zespołu Sunn O))). Jest uważany za najbardziej oryginalny i eksperymentalny album tego zespołu, z występującymi na nim automatem perkusyjnym i partiami granymi na keyboardzie.
Tekst do utworu The Gates of Ballard pochodzi z norweskiej piosenki Håvard Hedde.

## Lista utworów
1. My Wall - 25:16
2. The Gates of Ballard - 15:32
3. A Shaving of the Horn that Speared You - 17:52

## Twórcy
- Stephen O'Malley
- Greg Anderson
- Julian Cope - głos
- Runhild Gammelsæter - głos
- Joe Preston - perkusja
- Rex Ritter - keyboard